# Hällsjön (Godegårds socken, Östergötland)
Hällsjön är en sjö i Motala kommun i Östergötland och ingår i Motala ströms huvudavrinningsområde. Sjön har en area på 0,141 kvadratkilometer och ligger 137,6 meter över havet. Sjön avvattnas av vattendraget Bruksån.

## Delavrinningsområde
Hällsjön ingår i det delavrinningsområde (651654-146645) som SMHI kallar för Utloppet av Årsjön. Medelhöjden är 144 meter över havet och ytan är 20,5 kvadratkilometer. Det finns inga avrinningsområden uppströms utan avrinningsområdet är högsta punkten. Bruksån som avvattnar avrinningsområdet har biflödesordning 4, vilket innebär att vattnet flödar genom totalt 4 vattendrag innan det når havet efter 93 kilometer. Avrinningsområdet består mestadels av skog (72 procent). Avrinningsområdet har 2,39 kvadratkilometer vattenytor vilket ger det en sjöprocent på 11,6 procent.